# Oryzopsis
Oryzopsis là một chi thực vật có hoa trong họ Hòa thảo (Poaceae).

## Loài
Chi Oryzopsis gồm các loài: